# Ясинский, Иероним Иеронимович
Иерони́м Иерони́мович Яси́нский (18 [30] апреля 1850, Харьков — 31 декабря 1931, Ленинград) — русский писатель, журналист, поэт, литературный критик и переводчик, драматург, издатель, мемуарист.

## Начало пути
Его отец, Иероним Эразмович Ясинский, был адвокатом, сыном польского помещика, сосланного в 1831 году за участие в польском восстании в Чугуев простым почтмейстером. Иероним Ясинский (старший) после Харьковской гимназии (вып. 1842) учился на медицинском факультете Харьковского университета, но курса не окончил. Мать, Ольга Максимовна, была православной, дочерью харьковского помещика, артиллерийского полковника Максима Степановича Белинского.
Иероним Ясинский (младший) в 1863 году был привезён в Киев, где успешно сдал экзамены в 1-ю Киевскую гимназию, но уже в следующем году был переведён в Нежинскую гимназию при лицее, где окончил шесть классов; последний год он учился в Черниговской гимназии, которую окончил в 1868 году. Затем он учился на естественном отделении физико-математического факультета Киевского (до 1870, а затем — Санкт-Петербургского университета, но курса не кончил, посвятив себя журналистике. Печататься начал в 1870 году в качестве писателя демократического, народнического направления; как он писал: «Первая „солидная“ статья моя в „Киевском Вестнике“ в несколько столбцов была написана по поводу введения всеобщей воинской повинности и обратила на себя внимание нашей молодёжи. Называлась статья „Разрушение сословных перегородок“ … Она увидела свет в сентябре 1870 года». С середины 70-х годов помещал стихи, повести, очерки, фельетоны, научные статьи и др. в киевских газетах и некоторых московских изданиях, в «Пчеле» М. О. Микешина. С момента основания журнала «Слово» в 1878 году становится активным сотрудником этого журнала, помещая в нём научные обозрения. Позже помимо «Слова» Ясинский начнёт активно публиковаться в других либеральных изданиях: в «Отечественных записках», в «Вестнике Европы», в «Устоях», но уже в конце 70-х годов «демократизм» Ясинского весьма непоследователен: писатель сотрудничает в юмористическом журнале «Будильник», где публикует произведения (прозу и стихи), весьма далекие от прогрессивных идейных тенденций. Однако рассказы начала 80-х годов «Начистоту» и «Дети» быстро приносят ему литературную известность. В «Отечественных записках» его поддерживает М. Е. Салтыков-Щедрин. В 1881—1884 годах в журнале напечатаны рассказы Ясинского «Наташка» и «Спящая красавица», повести «Старый сад», «Всходы», «Болотный цветок», «Искра Божия». Произведениям этого времени присущ характерный оттенок бытописания, в котором подчас звучат критические ноты. Особенно это касается книги «Киевские рассказы» (1885), где много внимания уделено судьбам обездоленных, бездомных и бедняков. Некоторые рассказы Ясинского испытали на себе цензурные кары, но к середине 80-х годов период увлечения демократическими идеями для писателя уже закончился.

## Переоценка ценностей

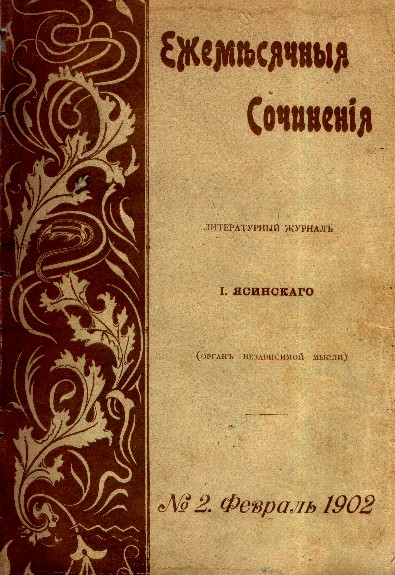
«Ежемесячные сочинения» издавались весьма помпезно

В середине 80-х годов в творчестве Ясинского наступает перелом, литературно-общественное направление меняется. От проблем, выдвигавшихся жизнью, писатель обращается к защите ценностей «чистого искусства», он выступает с протестом против узости того направления, к которому недавно принадлежал, нападает на позитивизм и точные науки. В этой связи показательна известная полемика 1884 г. в киевской газете «Заря» — полемика, в которой участвовали Ясинский, Н. М. Минский, киевский профессор Фёдор Герасимович Мищенко и ещё некоторые лица. В историю литературы полемика вошла как одна из первых манифестаций предсимволистского эстетизма. В художественной деятельности Ясинского за это время к области «чистого искусства» могут быть отнесены, однако, только небольшой мистический рассказ «Город мёртвых» и книга стихотворений, написанных гладко, но без поэтической силы. Вся остальная беллетристическая деятельность Ясинского второй половины 80-х годов и первой половины 90-х годов всецело примыкает к протоколизму Золя. В своих романах он начал переходить в шарж и фотографию. Одновременно в творчестве Ясинского обнаруживаются охранительные тенденции, он становится сотрудником «Русского вестника», «Русского обозрения», «Наблюдателя», «Нового Времени», публикует романы патриотического содержания. Тем не менее, он был плодовитым беллетристом, наполняя своими романами также многочисленные иллюстрированные издания. Наступает самый консервативный промежуток его литературной деятельности, он поставил его в очень сложные отношения к тому литературному лагерю, в рядах которого он взрос, но это был не последний его поворот.

## Ясинский-редактор

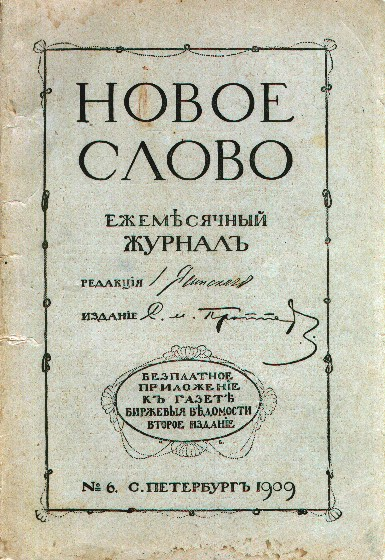
Обложка журнала «Новое слово», № 6, 1909 г.

Став в середине 90-х годов редактором «Биржевых ведомостей», Ясинский пришёл в соприкосновение с интересами провинциальной публики и в своих ежедневных беседах часто выступал в роли обличителя тёмных сторон русской жизни. Беседы эти подписаны псевдонимом Независимый. Из беллетристических произведений Ясинского второй половины 90-х годов выделяется «Тараканий бунт» — злая, но не лишённая жизненной правды картина народной темноты и невежества. В 90-х годах Ясинский примыкает к литературному объединению К. К. Случевского «Пятница» и редактирует их орган — альманах «Денница». С 1900 года Ясинский самостоятельно издаёт и редактирует общедоступный журнал «Ежемесячные сочинения», с 1903 года — «Новые сочинения». В виде приложения к «Новым сочинениям» с 1903 по 1904 год выходит собрание снимков с разных картин, под названием «Живописец». Кроме того в 1903 году основывает ещё более общедоступный (рублёвый) журнал «Почтальон», позже переименованный в «Беседу», которую издаёт до 1908 г. В своих журналах Ясинский выступает горячим защитником символизма. В 1909 году И. И. Ясинский возобновляет деловые связи со Станиславом Максимилиановичем Проппером — владельцем газеты «Биржевые ведомости». В 1909—1914 гг. он редактирует ежемесячник «Новое слово» — бесплатное приложение к газете «Биржевые ведомости» — весьма добротный по составу авторов литературный журнал. После революции он редактировал журналы «Красный огонёк» (1918) и «Пламя» (1919). В 1918—1925 годах — технический сотрудник библиотеки Госиздата.
Печатался в журнале Пролеткульта «Грядущее». В 1911 году принял участие в коллективном романе «Три буквы» на страницах «Синего журнала».

## «Роман моей жизни»

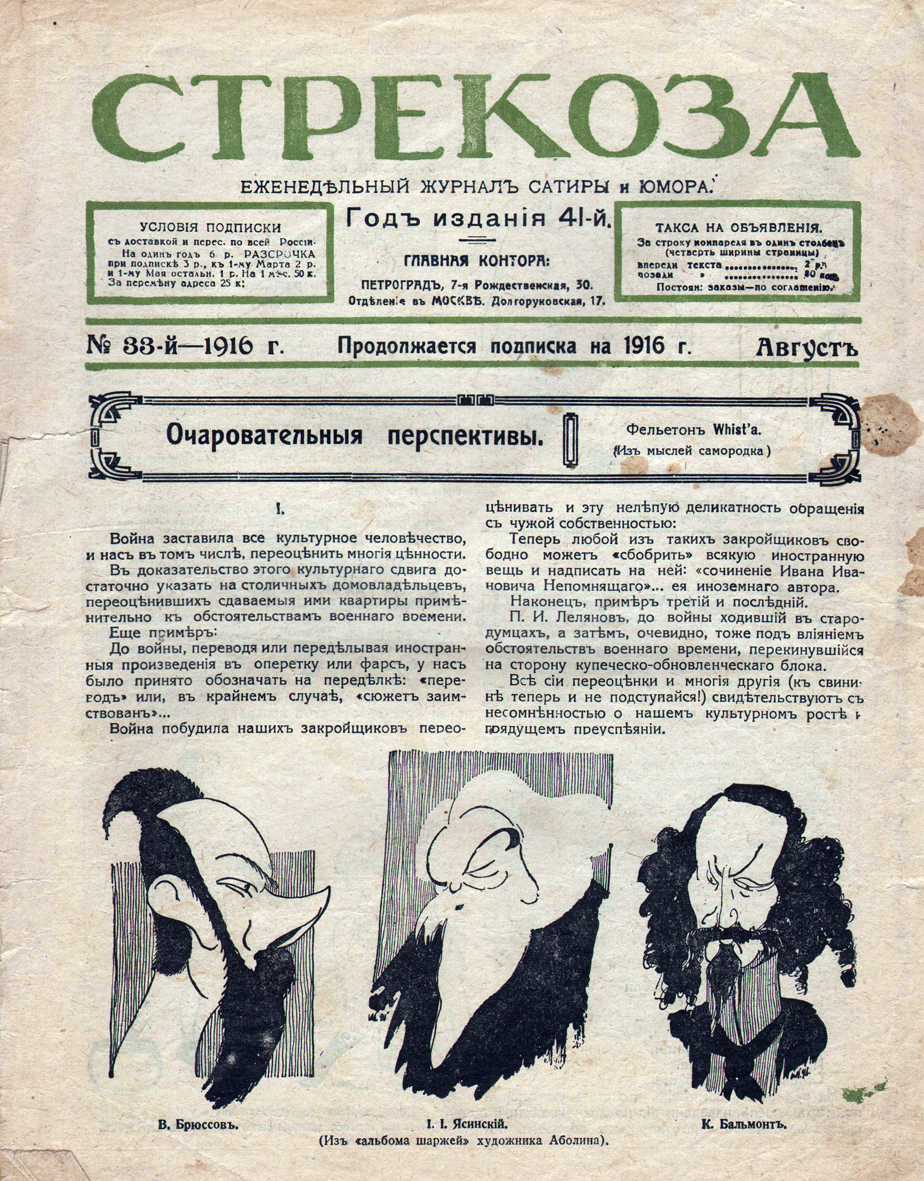
Шаржи на В. Брюсова, И. Ясинского и К. Бальмонта. Рис. Аболина. «Стрекоза», 1916 г.

И. И. Ясинский прожил долгую, богатую событиями жизнь. Сам он так описывает события 1917 года: «Выбитый из седла февральскою революциею, я был посажен в седло великим Октябрьским переворотом. Депутация от Кронштадтских матросов обратилась ко мне с просьбой приехать в крепость и прочитать лекцию о большевизме в её литературном преломлении». В возрасте 70 лет автор нескольких контрреволюционных романов, таких как «Первое марта» (1900) и «Под плащом Сатаны» (1911), И. И. Ясинский решил вступить в партию большевиков. В архиве ИРЛИ сохранился «Анкетный лист» Ясинского (Всероссийская перепись членов РКП(б)), где обозначено время вступления его в партию большевиков — июнь 1920 года. Он принимал участие в работе Пролеткульта. В 1919 году были напечатаны сборники его стихотворений «Воскреснувшие сны», «Книга о любви и скорби», «На земле», пьеса «Последний бой». В 1923 году он перевёл поэму Ф. Энгельса «Вечер».

## Литературное и жизненное кредо

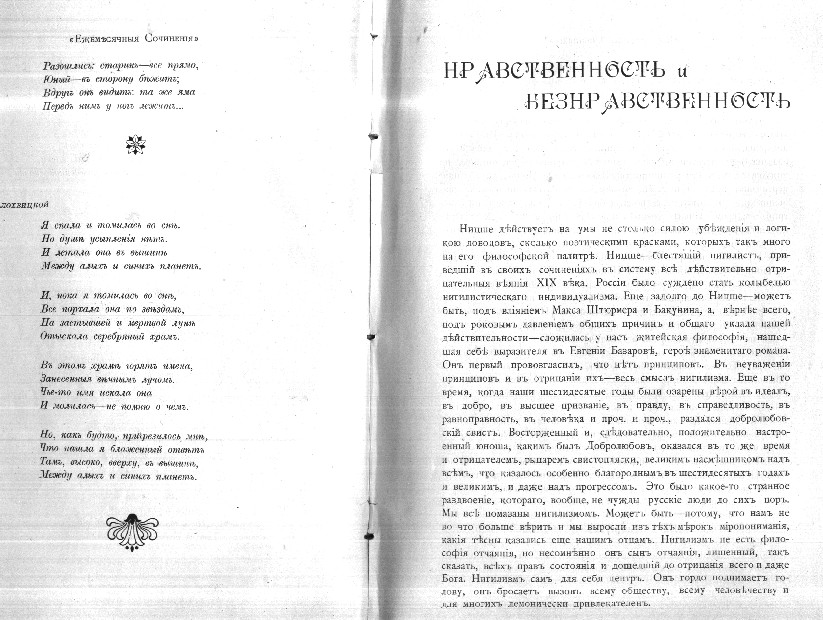
Разворот журнала «Ежемесячные сочинения» со статьёй Ясинского «Нравственность и безнравственность»

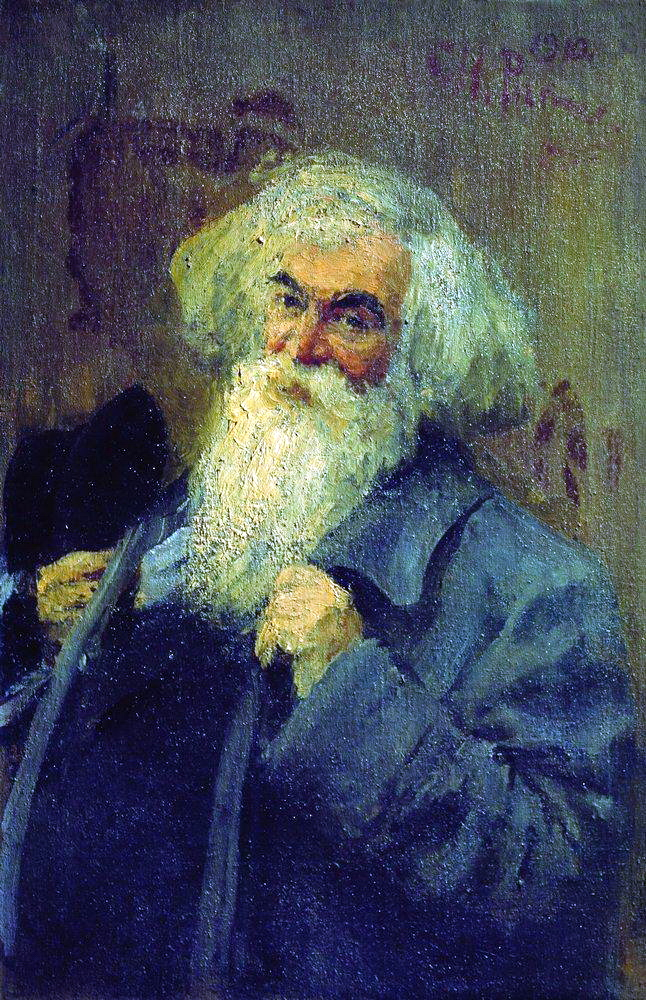
И. Е. Репин. Портрет И. И. Ясинского.
1910. ГРМ

Современники в большинстве своём не любили Ясинского. Причин тому было несколько. Вот как аттестовала критика в лице М. А. Протопопова И. И. Ясинского ещё в 1888 г.: «Безнравственно и бесчестно в человеке только полное отсутствие всякой веры, всякой религии, всякого убеждения <…> кто меняет своё „знамя“, как светский франт перчатки — тот ренегат; кто далее отступает от своих прежних богов страха ради иудейска — тот ренегат <…> кто, наконец, на старости лет <…> внезапно начинает вилять и двусмысленничать, так чтобы и душу спасти и черту угодить — тот ренегат и кроме того трус…»
В попытках обрести литературную независимость, сохранить самостоятельность от господствующих доктрин Ясинский получил репутацию сплетника, пасквилянта, соглашателя и лицемера (человека, не верящего ни в одну из исповедуемых им эстетических или идейных доктрин и лишь меняющего маски). А. П. Чехов, оправдывавший перед писательницей Лидией Авиловой И. И. Ясинского, ценя его литературный талант, признавал за ним также доброжелательность и внимательность, но, тем не менее, не отрицал в нём беспринципности. Эта беспринципность дала о себе знать во время провала премьеры чеховской «Чайки».
На достижение литературной известности (посредством не только эпатажа читателей и литературного скандала, но и в ряде случаев открыто верноподданнического поведения по отношению к властям) направлена неоднократная смена эстетических и идеологических ориентиров у Ясинского. Ясинский уделяет пристальное внимание методу установления контакта с читателем и приемам достижения Золя писательского успеха. «Уменье привлечь толпу — вот в чем секрет успеха Золя. Талант несравненно больший, чем он: Флобер никогда не умел этого». Некогда превозносимый Ясинским Флобер становится чужд ему за свой рафинированный эстетизм. Таким образом, литературная тактика Ясинского была вполне осознанным, осуществленным около 1884 г., выбором литературного поведения и этим поведением определялась, преимущественно его литературная позиция. Но к концу 1880-х гг. приходит понимание, что он так и не стал по-настоящему знаменитым писателем.
Желчность писателя проявляется в сюжетах его романов. Ясинский в это время ясно осознает, что, конечно, не он определяет движения литературы. Растёт известность Чехова, очевидным для многих становится масштаб литературного таланта Н. С. Лескова. Знаменательным итогом становится роман «Лицемеры», опубликованный Ясинским в 1893 г. в журнале «Наблюдатель». Роман представляет собой своего рода обвинение в том, как нечистоплотная писательская богема подавляет дарование молодого автора и без того не твёрдого в моральных устоях. В произведении нашли место размышления Ясинского о поколении т. н. «новых романтиков» эпохи Надсона в свете оценки результатов своей собственной литературной деятельности.
Несмотря на своё верноподданничество Ясинский всегда оставался безрелигиозным, поэтому остался чужд толстовским исканиям. Герой романа Апокритов — это жалкая карикатура на Лескова и Толстого. Вместе с тем, в Апокритове-Лескове Ясинский видит и себя самого. Роман «Лицемеры» — это не только обвинение литературной среде 1880-х гг., где отсутствуют подлинно «великие» писатели. Это ещё и осторожное и вкрадчивое самопокаяние. Очевидно, что личность Толстого воспринимается Ясинским, в первую очередь, сквозь призму текстов Ницше.
Во многом его романы автобиографичны: комплекс «великого человека» был присущ и самому Ясинскому. Как свидетельствуют публикации Ясинского начала XX в., Ницше для него определённо представляет центр и средоточие современной культуры. В Ницше Ясинский видит, в первую очередь, великого «нигилиста», отрицателя идеологий, систем, теорий, тесно связанного с русской культурной традицией: «Ницше — блестящий нигилист, приведший в своих сочинениях в систему все действительно отрицательные веяния XIX века. России было суждено стать колыбелью нигилистического индивидуализма». Однако ницшеанский нигилизм для Ясинского приобретает чересчур узкий, откровенно личный, можно даже сказать «литературно-домашний» оттенок, а в годы революции «лично-партийный» оттенок.

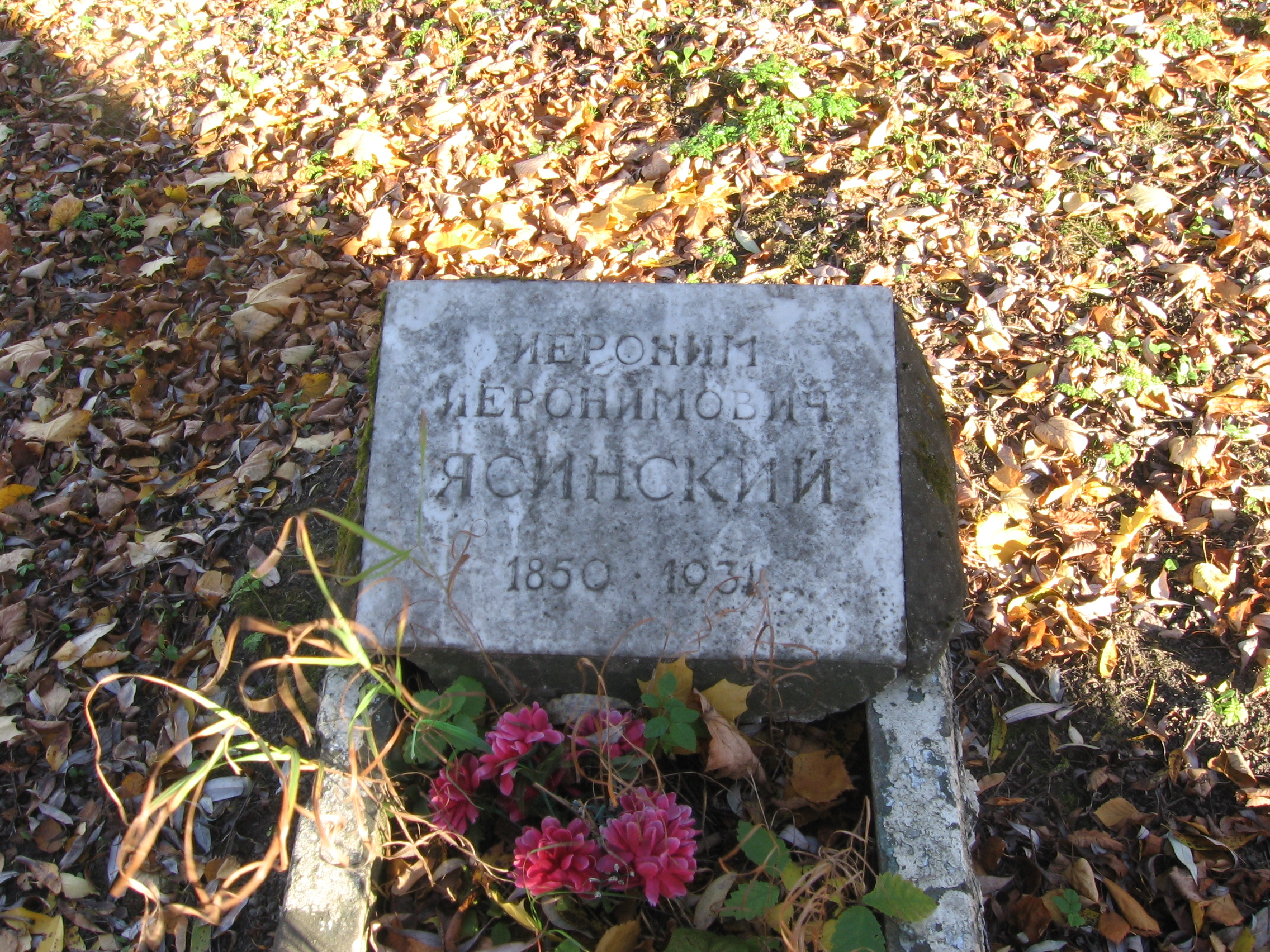
Надгробие И. И. Ясинского
на Литераторских мостках

Ясинский умер в Ленинграде и похоронен на Волковском православном кладбище (Литераторские мостки, Конная дорожка). Незадолго перед смертью он успел опубликовать мемуары «Роман моей жизни» (1926).

## Список публикаций
- Забытые мотивы (1875)
- Названый Дмитрий (1878)
- «Шесть рассказов» (1881);
- «Киевские рассказы» (1885);
- «Бунт Ивана Ивановича. Всходы» (СПб.,1886);
- «Город мертвых» (1886);
- «Наташка» (1886);
- «Путеводная звезда» (1886);
- «Сиреневая поэма» (1886);
- «Верочка» (1887);
- «Старый сад» (1887);
- «Повести и рассказы» (1887);
- «Трагики» (1889);
- «Великий человек» (1888);
- «Добрая фея» (1889);
- «Иринарх Плутархов» (1890);
- «На заре жизни» (1890);
- Свет погас (1890)
- «Вечный праздник» (1888, 1891);
- «Учитель» (1891);
- «Старый друг» (1891 и 1893);
- «По горячим следам» Роман (1892);
- «Глушь» (1892);
- «Осенние листы». Новые рассказы. СПб., изд. А. С. Суворина (1893);
- «Петербургские туманы» (1893, 1894);
- «Лицемеры» (1894);
- «Муза» (1894, приложение к «Родине»);
- «Горный ручей» (1895, приложение к «Родине»);
- «Юрьева могила» (1898);
- «Ординарный профессор» (1897);
- «Убийство на постоялом дворе» (1897);
- «Нечистая сила» (1896);
- «Сердце скажет» (1897);
- «Мистический иконостас» (1897);
- «Нежеланные дети» (1897);
- «Тараканий бунт» (1899);
- «Этика обыденной жизни» (5 издание, 1900);
- «Полное собрание повестей и рассказов» в 4 книгах 1888—1889 гг. (СПб.);
- «Собрание романов» в 3 книгах (СПб, 1888—1889);
- «Стихотворения» (1888—1890) вышли в 3-х небольших изданиях;
- «Прекрасные уроды». Роман (1900);
- «Первое марта 1881 г.». Роман (1900);
- «Обновление». Повесть. (1900);
- «Семидесятые годы» Повести и рассказы. (СПб., 1901);
- «Ниточка». Роман (1902);
- «Жар птица». Роман (1907);
- «Небесные звёзды». Роман (1910);
- Отблески. Вымыслы. (1910)
- «Под плащом Сатаны». Роман (1911);
- «Лепидозавр». Повесть (1913);
- «Лунные сны». Повесть (1913);
- «Облако». Повесть (1914);
- «Тени прошлого». Роман (1914);
- «Крепостники». Роман. М., (1916);
- «Воскреснувшие сны». Стихи (1919, 1920);
- «Книга о любви и скорби». Стихи (1919);
- «На земле». Стихи (1919);
- «Последний бой». Пьеса (1919);
- «Роман моей жизни». Книга воспоминаний. — М., Л.: ГИЗ, 1926.

## Архив
Фонд Иеронима Иеронимовича Ясинского хранится в Российском государственном архиве литературы и искусства под номером 581. В нем 270 единиц хранения за 1873—1930 годы. Прежде всего это его 14 рукописей: очерк «Красное воскресенье» (1900-е годы), стихотворения, автобиография и записка об издании своих сочинений (1910)
Основную часть фонда составляет переписка Ясинского со многими деятелями литературы и искусства — письма И. Ясинскому К.Д. Бальмонта, М.Е. Салтыкова-Щедрина, К.М. Фофанова, К.И. Чуковского, Т.Л. Щепкиной-Куперник, А.И. Куприна, 3.Н. Гиппиус, Д.С. Мережковского и многих других — всего 234 корреспондентов.
Есть в собрании РГАЛИ также стихотворения С.М. Городецкого, А. А. Коринфского и других, посвященные Ясинскому. Так, в фонде Аполлона Аполлоновича Коринфского хранится несколько сборников стихотворений Ясинского с дарственными надписями автора. На обложке сборника «На земле» (1919) Коринфский оставил запись о дате смерти Ясинского, отметив также в сборнике стихотворение, которое Ясинский посвятил ему.
Письма Ясинского хранятся также и в других фондах РГАЛИ, — например, в фонде Изабеллы Аркадьевны Гриневской, поклонником чьего таланта он был.

## Статьи в журналах
- Маршал Синяя Борода // Исторический вестник, 1893. — Т. 54. — № 10. — С. 211—230.
- Мои литературные дебюты и редакция «Азиатского Вестника». (Отрывок из воспоминаний) // Исторический вестник, 1891. — Т. 46. — № 12. — С. 668—675.
- Преддверие литературы. (Страничка из воспоминаний) // Исторический вестник, 1893. — Т. 51. — № 1. — С. 109—121.

## Комментарии
1. ↑  Ясинский решил жениться на Вере Петровне Ивановой, а поскольку студентам не было разрешено вступать в брак, оставил университет.
2. ↑  Знаменитый сатирик привлёк молодого писателя к участию в «Отечественных записках». 11 сентября 1881 года он писал Н. К. Михайловскому: «По-моему, Ясинский талантлив»[8].